# Ossip Zadkine
Ossip Zadkine (ryska: Осип Цадкин: Osip Tsadkin; ursprungligen Иосель Аронович Цадкин: Iosel Aronovitj Tsadkin, född 14 juli 1890 i Vitebsk, kejsardömet Ryssland, död 25 november 1967 i Paris, var en fransk konstnär.

## Biografi
Ossip Zadkine, som föddes i nuvarande Belarus, studerade i Sunderland, London och 1909 på École des Beaux-Arts i Paris, där han senare bosatte sig och verkade större delen av sitt liv. Han gick ut som frivillig som bårbärare 1916–1917 i första världskriget och vistades i exil i USA 1941–1945, under andra världskriget. Han var från 1920 gift med konstnärinnan Valentine Prax (1897–1981). Huset på rue d'Assas i Paris där de bodde och hade sina ateljéer från 1928 är nu ett museum tillägnat paret.
I Paris grundlade han en djup beundran för Rodin, men det var kubismen som gjorde det största intrycket på honom. Under ett antal år experimenterade han, i likhet med Jacques Lipchitz, Henri Laurens och Alexander Archipenko, med att omforma den nakna människokroppen till en sträng geometrisk komposition.
Exempel på Ossip Zadkines expressiva skulpturer är Orphée ("Orfeus", 1948), Forêt humaine ("Mänsklig skog", 1957) och Ville détruite/De verwoeste Stad ("Ödelagd stad", 1951–53). Det senare konstverket är ett 6,5 meter högt minnesmärke i brons över ödeläggandet av Rotterdams stadskärna i tyska flygbombningar 1940.

## Galleri

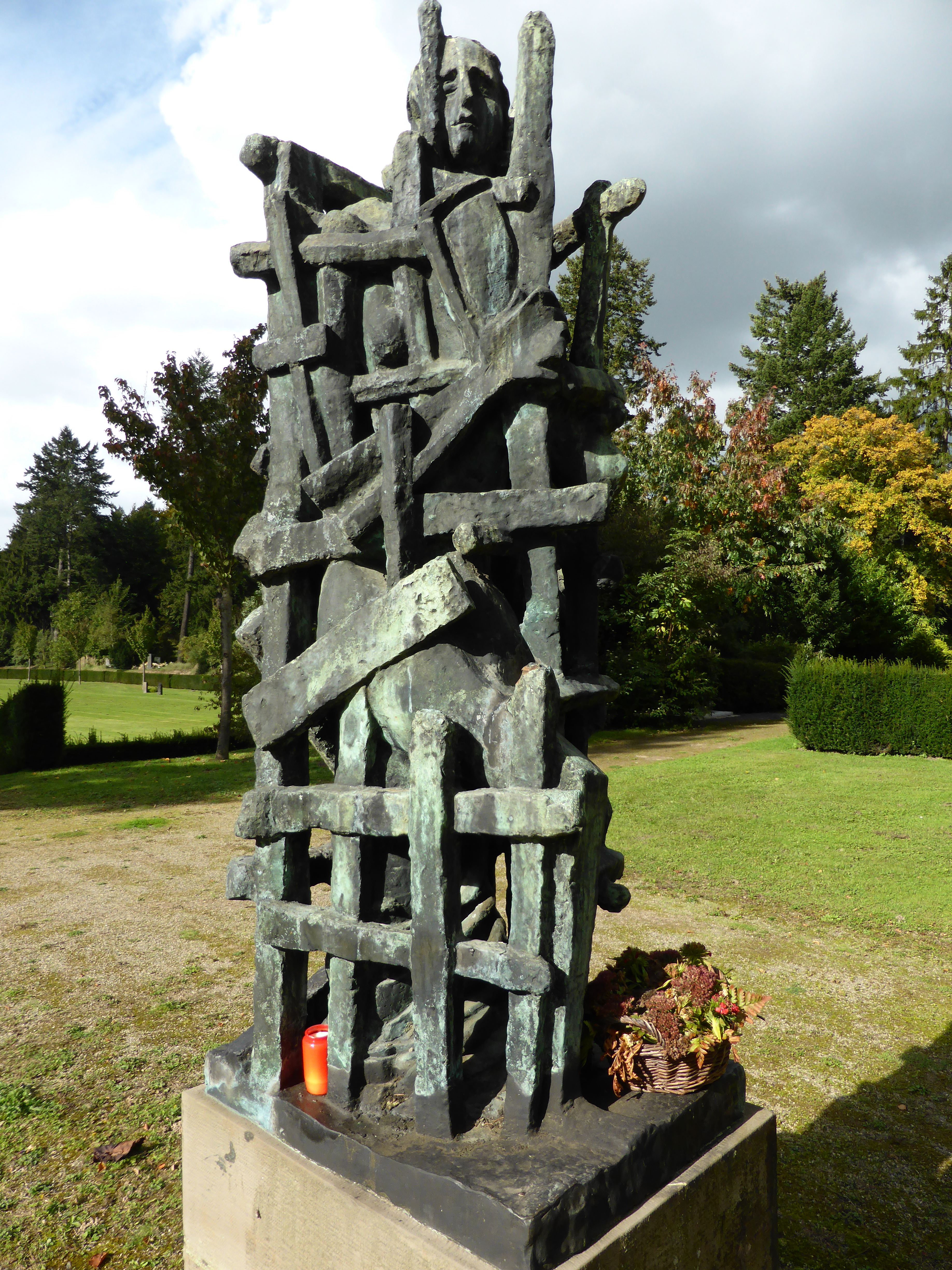
Die Gefangenen (1943), avgjutning 1958 för kyrkogården Westfriedhof i Köln, Tyskland
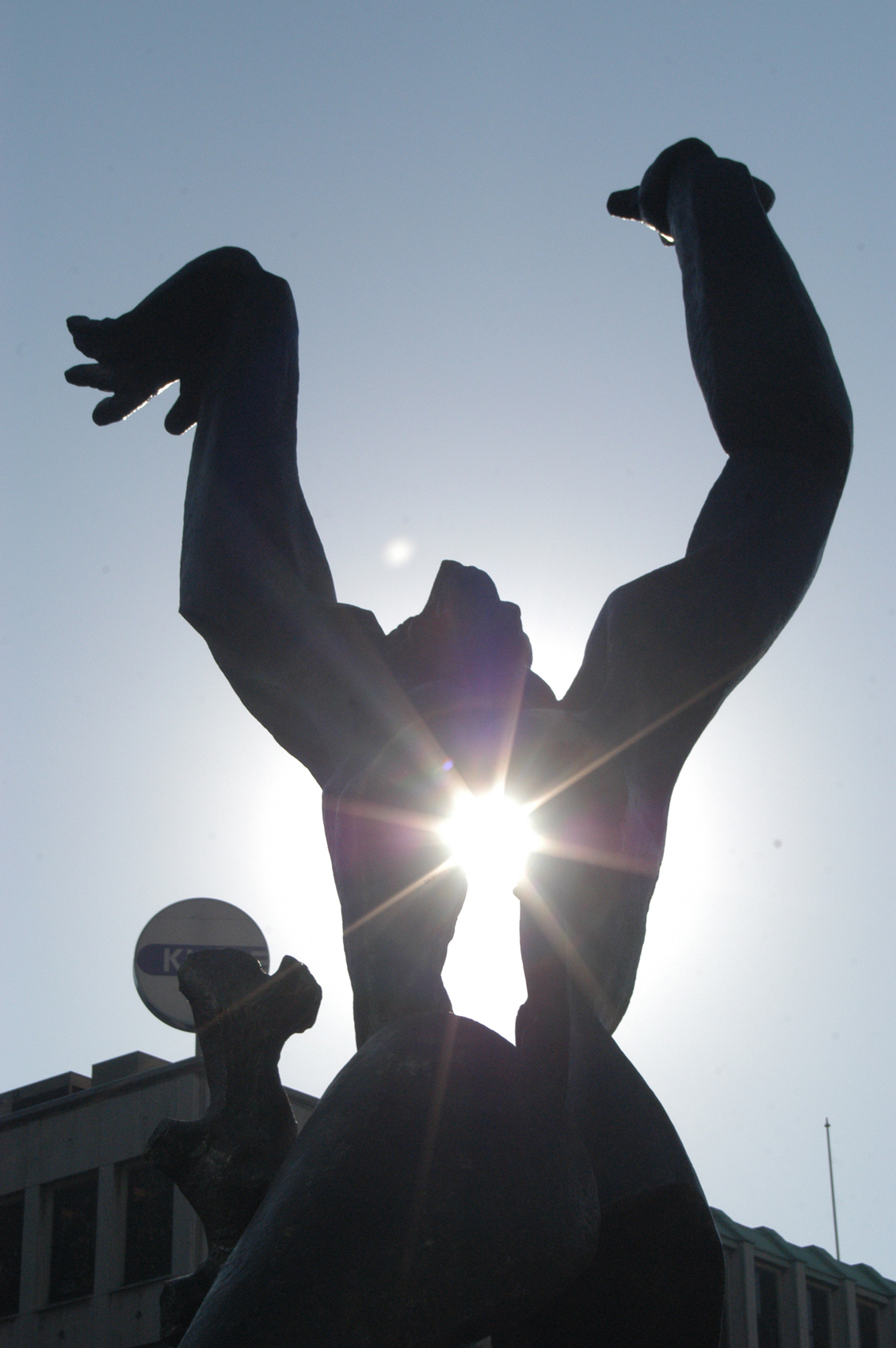
Ville détruite/De verwoeste Stad (1951–1953), Leuvehaven i Rotterdam, Nederländerna
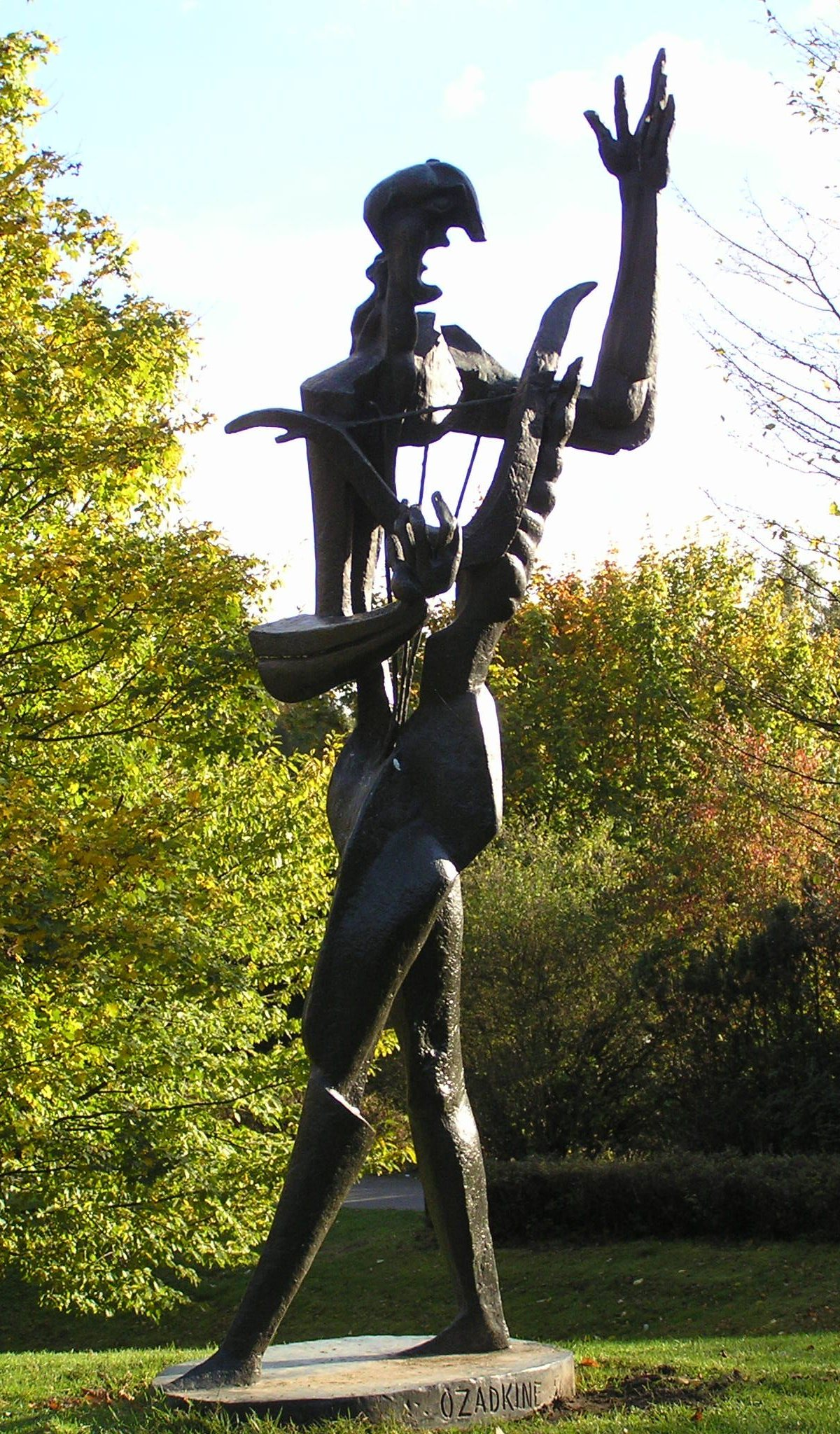
Orphée (1948), Skulpturenmuseum Glaskasten i Marl, Tyskland